# Air Canada Rouge

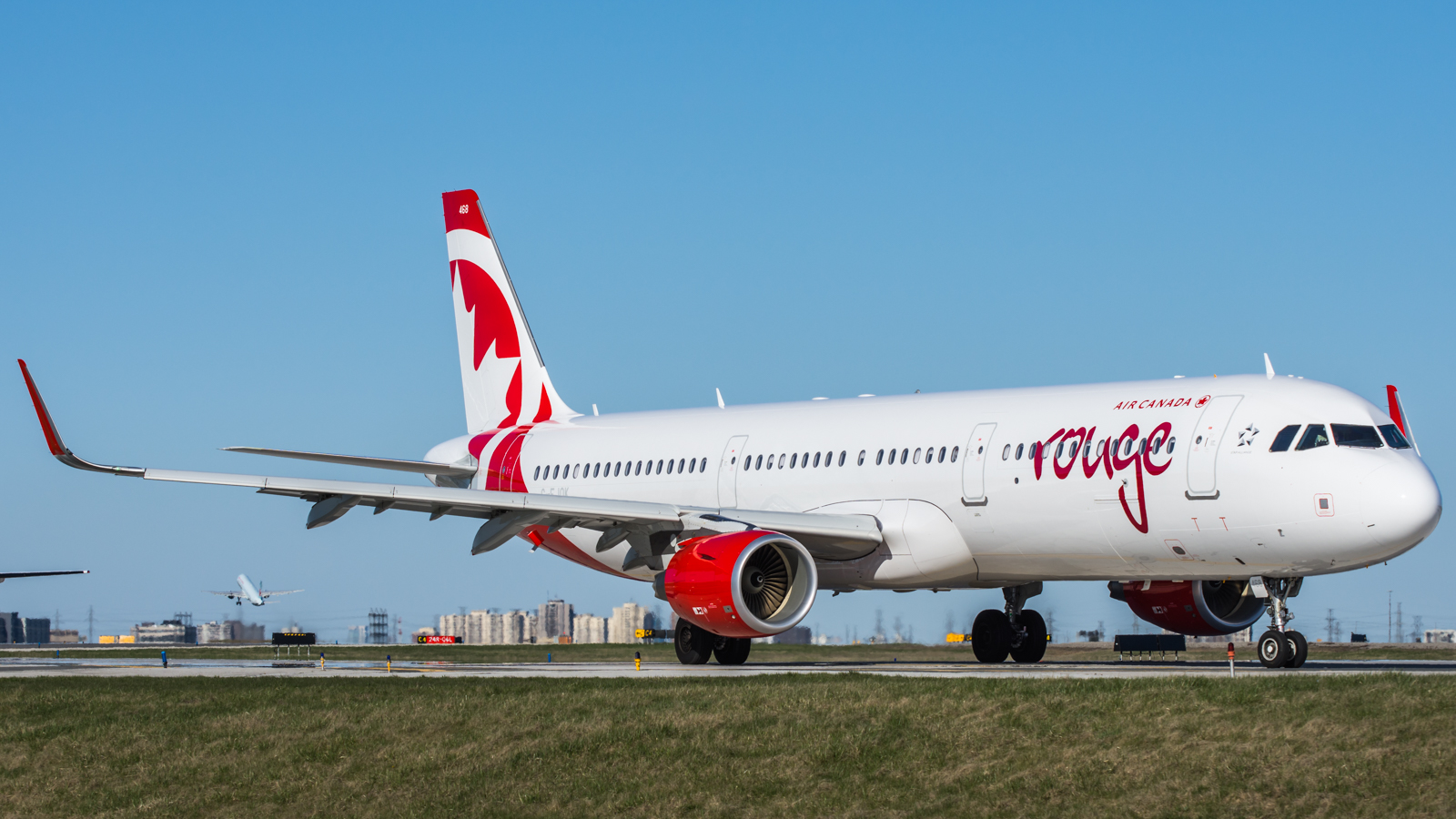
Airbus A321-200 Air Canada Rouge na Pearsonovu letišti v Torontu, 2016

Air Canada Rouge je kanadská nízkonákladová letecká společnost. Je vlastněna leteckou společností Air Canada. Rouge v názvu znamená v francouzštině „červená". Společnost byla založena v prosinci 2012, své lety začala provozovat 1. července 2013.

## Praha
Do českého hlavního města, Prahy, z Toronta začala se svými letadly tato letecká společnost létat sezónně od 29. května 2016. Třikrát týdně (pondělí, čtvrtek, sobota) do Prahy létá Boeingem 767-300ER. Air Canada Rouge je však pouze jejich provozovatelem, let je veden pod označením Air Canada.

## Flotila
V březnu 2017 společnost Air Canada Rouge provozovala a měla objednané následující letadla s průměrným stářím 16,8 let: